# Proliferacja (filozofia)
Proliferacja – postulat tworzenia alternatywnych, względem aktualnie obowiązującego, punktów widzenia na badane zagadnienie. Inaczej to wyrażając, jest to postulat tworzenia jak największej ilości alternatywnych teorii lub hipotez względem obowiązującego ujęcia (pluralizm teoretyczny), celem uzyskania odmiennych spojrzeń na badane zagadnienie. Tak rozumianą proliferację propagowali Imre Lakatos i Paul Feyerabend.